# Tratamiento de la información
El tratamiento de la información es el cambio (tratamiento) de información de cualquier manera detectable por un observador. Es un proceso que describe todo lo que ocurre (cambia) en el universo, desde la caída de una roca (un cambio de posición) hasta la impresión de un archivo de texto desde un sistema informático digital. En este último caso, un sistema de tratamiento de la información (como una impresora) cambia la forma de presentación de ese archivo de texto (de bytes a glifos). Los ordenadores hasta esta época funcionan con base en programas guardados en la memoria: no tienen inteligencia propia.

## En la psicología cognitiva
Dentro de la psicología cognitiva, el tratamiento de la información es un enfoque para entender el pensamiento humano en lo que respecta a cómo tratan el mismo tipo de información que los ordenadores. (Shannon y Weaver, 1963) Surgió en las décadas de 1940 y 1950, tras la Segunda Guerra Mundial. (Sternberg y Sternberg, 2012) El enfoque trata la cognición como algo computacional, siendo la mente el soporte lógico (software) y el cerebro el soporte físico (hardware). El enfoque del tratamiento de la información en psicología está estrechamente relacionado con la teoría computacional de la mente en filosofía. También está relacionado, aunque no es idéntico, con el cognitivismo en psicología y el funcionalismo en filosofía. (Horst, 2011)

### Dos tipos
El tratamiento de la información puede ser vertical u horizontal, centralizado o descentralizado (distribuido). El enfoque del tratamiento distribuido horizontalmente se popularizó a mediados de la década de 1980 con el nombre de conexionismo. La red conexionista está formada por diferentes nodos, y funciona por un «efecto priming», y esto ocurre cuando un «nodo primo activa un nodo conectado». (Sternberg & Sternberg, 2012) Pero «a diferencia de las redes semánticas, no se trata de un único nodo con un significado específico, sino que el conocimiento se representa en una combinación de nodos activados de forma diferente». (Goldstein, citado en Sternberg, 2012)

### Modelos y teorías
Existen varios modelos o teorías propuestas que describen cómo tratamos la información. Cada individuo tiene diferentes puntos de sobrecarga de información con la misma carga de información porque los individuos tienen las diferentes capacidades de tratamiento de información. (Eppler y Mengis, 2004)

#### La teoría triárquica de la inteligencia de Sternberg
La teoría de la inteligencia de Sternberg comprende tres componentes diferentes: habilidades creativas, analíticas y prácticas (Sternberg y Sternberg, 2012). La creatividad es la capacidad de tener nuevas ideas originales. Ser analítico puede ayudar a una persona a decidir si la idea es buena. «Las habilidades prácticas se utilizan para implementar las ideas y persuadir a otros de su valor». (Sternberg & Sternberg, 2012, pág.  21) En el centro de la teoría de Sternberg están la cognición y el tratamiento de la información. En la teoría de Sternberg, dice que el tratamiento de la información comprende tres partes diferentes, los metacomponentes, los componentes de rendimiento y los componentes de adquisición de conocimientos. (Sternberg & Sternberg, 2012) Estos procesos pasan de las funciones ejecutivas de orden superior a las funciones de orden inferior. Los metacomponentes se utilizan para planificar y evaluar los problemas. Al mismo tiempo, los componentes de rendimiento siguen las órdenes de los metacomponentes, y el componente de adquisición de conocimientos aprende a resolver los problemas. (Sternberg & Sternberg, 2012) Esta teoría en acción puede explicarse trabajando en un proyecto artístico. Primero se decide lo que se va a dibujar, luego un plan y un boceto. Durante este proceso, hay un seguimiento simultáneo del proceso y de si produce el logro deseado. Todos estos pasos forman parte del metacomponente de tratamiento, y el componente de rendimiento es el arte. La parte de adquisición de conocimientos es el aprendizaje o la mejora de las habilidades de dibujo.

#### Modelo de tratamiento de la información: la memoria de trabajo
El tratamiento de la información se ha descrito como «las ciencias que se ocupan de reunir, manipular, almacenar, recuperar y clasificar la información registrada». Según el modelo de memoria de Atkinson-Shiffrin o modelo de almacenes múltiples, para que la información se implante firmemente en la memoria, debe pasar por tres etapas de tratamiento mental: la memoria sensorial, la memoria a corto plazo y la memoria a largo plazo.
Un ejemplo de ello es el modelo de memoria de trabajo. Este incluye el ejecutivo central, el bucle fonológico, el buffer episódico, el bloc de dibujo visoespacial, la información verbal, la memoria a largo plazo y la información visual. (Sternberg & Sternberg, 2012) El ejecutivo central es como el secretario del cerebro. Decide qué necesita atención y cómo responder. El ejecutivo central conduce luego a tres subsecciones diferentes. La primera es el almacenamiento fonológico, el ensayo subvocal y el bucle fonológico. Estas secciones trabajan juntas para comprender las palabras, pero la información en la memoria mantiene el recuerdo. El resultado es el almacenamiento de información verbal. La siguiente subsección es el bucle visoespacial, que funciona para almacenar imágenes visuales.
La capacidad de almacenamiento es breve pero conduce a la comprensión de los estímulos visuales. Por último, existe una memoria intermedia episódica. Esta sección es capaz de tomar información y ponerla en la memoria a largo plazo. También puede tomar información del bucle fonológico y del bloc de dibujo visoespacial, combinándolos con la memoria a largo plazo para hacer «una representación episódica unitaria». (Sternberg & Sternberg, 2012) Para que esto funcione, el registro sensorial toma a través de los cinco sentidos: visual, auditivo, táctil, olfativo y gustativo. Desde el nacimiento, todos ellos están presentes y pueden manejar el tratamiento simultáneo (por ejemplo, la comida: saborearla, olerla, verla). En general, los beneficios del aprendizaje se producen cuando se produce un proceso desarrollado de reconocimiento de patrones. El registro sensorial tiene una gran capacidad y su respuesta conductual es muy corta (1-3 segundos). Este modelo tiene una capacidad limitada de almacenamiento sensorial y de memoria a corto plazo o memoria de trabajo. Un almacén sensorial puede contener cantidades muy limitadas de información durante un tiempo muy limitado. Este fenómeno es muy similar al de tomar una foto con flas. Después de que el flas se apague durante unos breves instantes, el flas parece estar ahí. Sin embargo, pronto desaparece y no hay forma de saber que estuvo allí. (Sternberg y Sternberg, 2012) La memoria a corto plazo retiene la información durante períodos ligeramente más largos, pero sigue teniendo una capacidad limitada. Según Linden (2007), «la capacidad de la memoria a corto plazo se había estimado inicialmente en “siete más o menos dos” elementos (Miller 1956), lo que se ajusta a la observación de las pruebas neuropsicológicas de que el promedio de dígitos de los adultos sanos es de unos siete (Cowan y otros 2005). Sin embargo, se ha visto que este número de ítems sólo puede retenerse si se agrupan en los llamados chunks, utilizando asociaciones perceptivas o conceptuales entre los estímulos individuales». Su duración es de 5 a 20 segundos antes de salir de la mente del sujeto. Esto suele ocurrir con los nombres de personas recién introducidas. También se almacenan aquí imágenes o información basada en el significado. Sin embargo, decae sin necesidad de ensayar o repetir dicha información.
Por otro lado, la memoria a largo plazo tiene una capacidad potencialmente ilimitada. (Sternberg & Sternberg, 2012) Su duración es tan buena como indefinida. Aunque a veces es difícil acceder a ella, abarca todo lo aprendido hasta ese momento. Uno puede volverse olvidadizo o sentir que tiene la información en la punta de la lengua.

#### Teoría del desarrollo cognitivo
Jean Piaget sugirió otro enfoque para ver cómo se trata la información en los seres humanos en la Teoría del desarrollo cognitivo de Piaget (Presnell, 1999). Piaget desarrolló su modelo basándose en el desarrollo y el crecimiento. Identificó cuatro etapas diferentes entre distintos tramos de edad, caracterizadas por el tipo de información y por un proceso de pensamiento distintivo. Los cuatro estadios son: 
1. El sensoriomotor (desde el nacimiento hasta los 2 años)
2. El preoperacional (de 2 a 6 años)
3. El operacional concreto (de 6 a 11 años)
4. El operacional formal (a partir de los 11 años)

Durante la etapa sensoriomotora, los recién nacidos y los niños pequeños confían en sus sentidos para tratar la información, a la que responden con reflejos. En la etapa preoperacional, los niños aprenden por imitación y siguen siendo incapaces de adoptar los puntos de vista de otras personas. La etapa operativa concreta se caracteriza por el desarrollo de la capacidad de utilizar la lógica y considerar múltiples factores para resolver un problema. La última etapa es la operativa formal. Los preadolescentes y adolescentes empiezan a comprender conceptos abstractos y desarrollan la capacidad de crear contraargumentos.
Además, la adolescencia se caracteriza por cambios en los ámbitos biológicos, cognitivos y sociales. En el ámbito cognitivo, cabe destacar que la corteza prefrontal del cerebro y el sistema límbico experimentan importantes cambios. La corteza prefrontal es la parte del cerebro que está activa en actividades cognitivas complicadas como la planificación, la generación de objetivos y estrategias, la toma de decisiones intuitivas y la metacognición (pensar sobre el pensamiento). Esto es coherente con la última etapa de operaciones formales de Piaget. (McLeod, 2010) El córtex prefrontal se completa entre la adolescencia y el inicio de la edad adulta. El sistema límbico es la parte del cerebro que modula la sensibilidad a la recompensa en función de los cambios en los neurotransmisores (por ejemplo, la dopamina) y las emociones.
En resumen, las capacidades cognitivas varían según nuestro desarrollo y etapas de la vida. En la etapa adulta, somos más capaces de ser mejores planificadores, tratar y comprender conceptos abstractos y evaluar los riesgos y beneficios con más acierto de lo que sería capaz un adolescente o un niño.

## En la informática
En la informática, el tratamiento de la información se refiere en general a los algoritmos para transformar datos, la actividad que define a los ordenadores; de hecho, una amplia organización profesional de la informática se conoce como la Federación Internacional para el Tratamiento de la Información (FITI). Es sinónimo de los términos procesamiento de datos o computación, aunque con una connotación más general.